# Art Somers
Arthur Ernest James Somers (né le 19 janvier 1902 à Winnipeg, dans la province du Manitoba, au Canada - mort le 29 janvier 1992) est un joueur professionnel canadien de hockey sur glace qui évoluait au poste de centre,.

## Biographie
Né à Winnipeg en 1902, Art Somers fait ses débuts junior avec l'équipe de sa ville, les Falcons avec lesquels il remporte en 1921 la Coupe Memorial qui consacre la meilleure équipe junior canadienne.
En 1925, il signe avec les Maroons qui évoluent dans la Central Hockey League dont il termine meilleur buteur et troisième pointeur à l'issue de la saison. Lorsque les Maroons sont dissous à l'issue de la saison 1927-1928, il rejoint les Lions de Vancouver dans la Pacific Coast Hockey League et termine à nouveau meilleur buteur et meilleur pointeur également cette fois-ci.
Il signe ensuite avec les Black Hawks de Chicago dans la Ligue nationale de hockey. Il joue deux saisons avec les Black Hawks avec lesquels il dispute la finale de la Coupe Stanley contre les Canadiens de Montréal en 1931. Le 27 septembre 1931, il ensuite échangé aux Rangers de New York en compagnie de Vic Desjardins contre Paul Thompson. Cette première saison avec les Rangers est marquée pour Somers par une nouvelle défaite en finale de la Coupe Stanley, contre les Maple Leafs de Toronto. Lors de la saison suivante, les Rangers et Somers prennent leur revanche contre les Maple Leafs et remportent la Coupe Stanley trois matchs à un ; Somers termine meilleur passeur des séries éliminatoires.
Au cours d'un match de la saison 1933-1934 contre les Maple Leafs, il percute King Clancy qui perd quatre dents dans le choc. Celui-ci, décidé à se venger, met à profit une nouvelle rencontre entre les deux équipes pour asséner un violent coup de coude au visage de Somers qui le laisse avec quatorze fractures à la mâchoire. Après avoir été opéré, il reprend le jeu, tout d'abord avec les Bulldogs de Windsor puis dispute une dernière saison avec les Rangers avant de prendre sa retraite.

## Statistiques
| Saison     | Équipe                 | Ligue       |     | Saison régulière | Saison régulière | Saison régulière | Saison régulière | Saison régulière |   | Séries éliminatoires | Séries éliminatoires | Séries éliminatoires | Séries éliminatoires | Séries éliminatoires |
| Saison     | Équipe                 | Ligue       | PJ  | B                | A                | Pts              | Pun              | PJ               | B | A                    | Pts                  | Pun                  |                      |                      |
| 1919-1920  | Winnipeg YMLC          | MJHL        |     |                  |                  |                  |                  |                  |   |                      |                      |                      |                      |                      |
| 1920-1921  | Falcons de Winnipeg    | MJHL        |     |                  |                  |                  |                  |                  |   |                      |                      |                      |                      |                      |
| 1921-1922  | Winnipeg Victorias     | WSrHL       |     |                  |                  |                  |                  |                  |   |                      |                      |                      |                      |                      |
| 1922-1923  | Falcons de Winnipeg    | MTBHL       | 16  | 10               | 6                | 16               | 33               | 2                | 0 | 0                    | 0                    | 2                    |                      |                      |
| 1922-1923  | Falcons de Winnipeg    | Coupe Allan |     |                  |                  |                  |                  | 3                | 2 | 0                    | 2                    | 14                   |                      |                      |
| 1923-1924  | Falcons de Winnipeg    | MTBHL       | 12  | 10               | 6                | 16               | 14               |                  |   |                      |                      |                      |                      |                      |
| 1924-1925  | Forts de Fort William  | MTBHL       | 20  | 5                | 2                | 7                | 41               |                  |   |                      |                      |                      |                      |                      |
| 1925-1926  | Maroons de Winnipeg    | CHL         | 36  | 21               | 5                | 26               | 61               | 5                | 1 | 1                    | 2                    | 12                   |                      |                      |
| 1926-1927  | Maroons de Winnipeg    | AHA         | 32  | 11               | 10               | 21               | 73               | 3                | 0 | 1                    | 1                    | 7                    |                      |                      |
| 1927-1928  | Maroons de Winnipeg    | AHA         | 40  | 8                | 6                | 14               | 71               |                  |   |                      |                      |                      |                      |                      |
| 1928-1929  | Lions de Vancouver     | PCHL        | 35  | 23               | 7                | 30               | 66               | 3                | 3 | 0                    | 3                    | 2                    |                      |                      |
| 1929-1930  | Black Hawks de Chicago | LNH         | 44  | 11               | 13               | 24               | 74               | 2                | 0 | 0                    | 0                    | 2                    |                      |                      |
| 1930-1931  | Black Hawks de Chicago | LNH         | 33  | 3                | 6                | 9                | 33               | 9                | 0 | 0                    | 0                    | 0                    |                      |                      |
| 1931-1932  | Rangers de New York    | LNH         | 48  | 11               | 15               | 26               | 45               | 7                | 0 | 1                    | 1                    | 8                    |                      |                      |
| 1932-1933  | Rangers de New York    | LNH         | 48  | 7                | 15               | 22               | 28               | 8                | 1 | 4                    | 5                    | 8                    |                      |                      |
| 1933-1934  | Rangers de New York    | LNH         | 8   | 1                | 2                | 3                | 5                | 2                | 0 | 0                    | 0                    | 0                    |                      |                      |
| 1933-1934  | Bulldogs de Windsor    | LIH         | 7   | 2                | 2                | 4                | 5                |                  |   |                      |                      |                      |                      |                      |
| 1934-1935  | Rangers de New York    | LNH         | 41  | 0                | 5                | 5                | 4                | 2                | 0 | 0                    | 0                    | 2                    |                      |                      |
| Totaux LNH | Totaux LNH             | Totaux LNH  | 222 | 33               | 56               | 89               | 189              | 30               | 1 | 5                    | 6                    | 20                   |                      |                      |